# Farkas György (testnevelő tanár)
Boldogfai Farkas György (Kispest, 1924. november 24. – Pécs, 1988. május 27.) a pécsi Janus Pannonius Tudományegyetem Tanárképző Karának főiskolai docense, a Baranya megyei tornaszövetség elnöke, testnevelő és sporttorna tanár, tankönyvíró.

## Származása
Az ősi Zala vármegyei nemesi boldogfai Farkas család sarja. Atyja boldogfai Farkas Lajos (1878–1930), törökudvari uradalmi ispán a gróf Festetics családnál, népfelkelő szakaszvezető címzetes őrmester az első világháborúban, anyja a pósfai Horváth család sarja, pósfai Horváth Irma Hedvig Gabriella (1884–1959) asszony volt. Apai nagyszülei boldogfai Farkas Ferenc (1838–1908), Zala vármegye számvevője, pénzügyi számellenőre, földbirtokos és nemesnépi Marton Zsófia (1842–1900) voltak. Anyai nagyszülei pósfai Horváth János (1839-1923), a Magyar királyi állami gépgyárának az igazgatója, a Ferenc József-rend lovagja, földbirtokos, és a forintosházi Forintos család sarja, forintosházi Forintos Irma (1860-1916) voltak. Féltestvére Boldogfai Farkas Sándor (1907–1970) magyar szobrász, éremművész volt. Apai nagybátyjai: nemesvitai Viosz Ferenc (1861–1918), jogász, a nagykanizsai járás főszolgabírája, földbirtokos, dr. boldogfai Farkas István (1875–1921), jogász, a sümegi járás főszolgabírája, valamint vitéz boldogfai Farkas Sándor (1880–1946), ezredes, az Osztrák Császári Vaskorona-rend lovagja, Zala vármegye Vitézi Rend székkapitánya. Elsőfokú unokatestvére boldogfai Farkas Endre (1908–1994), vezérkari őrnagy, földbirtokos.

## Élete
Több mint negyedszázadig dolgozott a torna sportban. 1950-ben került a Testnevelési Főiskola elvégzése után Budapestről Pécsre, amikor Várkői Ferenc, az ismert pécsi tornász szakember hívására jött a dél magyarországi városba.
Ebben az időben a pécsi tornasport aranykorát élte. 1954-ben Farkas György nyerte az országos I. osztályú egyéni összetett bajnokságot. Kezdetben pécsi középiskolákban tanított, majd 1952-ben a Pécsi Tanárképző Főiskola elődjéhez a pedagógiai főiskolához került, ahol több évig tevékenykedett. Először a PEAC-nál majd később a főiskolán vezette a tornaszakosztály edzéseit. A sport 1951-ben lett Baranya megyei tornaszövetség titkára, majd 1965-től ez év végéig annak elnökeként dolgozott.
Farkas György az egyetemi tornacsarnokban a PEAC-nál I. osztályú férfi és I. osztályú férfi ifjúsági csapatot nevelt. Tanítványai közül Keszthelyi Rudolf magyar válogatottságig vitte. A tanárképző főiskolán is volt I. osztályú csapata, sok fiatallal kedveltette meg a sportágat. Tanítványai maguk is a tornasport megszállottjai lettek. Röck Samu Győrben, Fésűs László és Czibere Endre Debrecenben tevékenykedett igen eredményesen.

## Házassága és leszármazottjai
Pécsen 1954. július 25-én feleségül vette a római katolikus nemesi származású doliánszki Dulánszky Ágnes kisasszonyt, akinek a szülei Dulánszky Nándor gépészmérnök és Decleva Ilona voltak. A menyasszonynak az apai nagyszülei doliánszki Dulánszky Nándor (1870–1908), a pécsi káptalani uradalmi számtartó és Folkmer Margit (1876–1956) voltak; az anyai nagyszülei Decleva Dénes, pécsi királyi törvényszéki jegyző és Razgha Ilona voltak. Az apai nagyapai dédszülei Dulánszky Adolf (1838–1909), a pécsi püspökség uradalmi igazgatója, valamint lindenthali Mayer Hermina (1839–1908) asszony voltak. Dulánszky Ágnes dédapjának a fivére doliánszki Dulánszky Nándor (1829–1896) pécsi püspök volt. Boldogfai Farkas György és doliánszki Dulánszky Ágnes házasságából egy leány- és egy fiúgyermek született: Ágnes és György.

## Művei
- Farkas György: Torna 1. Gimnasztika (Tanárképző Főiskola) - 1974 - Tankönyvkiadó, Budapest.
- Farkas György: Torna 2. Gimnasztika (Tanárképző Főiskola) - 1975 - Tankönyvkiadó, Budapest.
- Farkas György: Sporttorna - 1988 - Tankönyvkiadó, Budapest.

## Származása
| boldogfai Farkas György (Kispest, 1924. november 24. – Pécs, 1988. május 27.) a pécsi Janus Pannonius Tudományegyetem Tanárképző Karának főiskolai docense, Baranya megyei tornaszövetség elnöke, testnevelő és sporttorna tanár, tankönyv író. | Apja: boldogfai Farkas Lajos Imre József (*Andráshida, 1878. október 29. – †Budapest, 1930. április 9.) népfelkelő szakaszvezető címzetes őrmester, törökudvari uradalmi ispán | Apai nagyapja: boldogfai Farkas Ferenc (Boldogfa, 1838. szeptember 15. – Zalaegerszeg, 1908. január 20.) Zala vármegye számvevője, pénzügyi számellenőre, Zala vármegyei bizottsági tag, a zalamegyei gazdakör alapítótagja, a "Zalamegyei Gazdasági egyesület" tagja, az andráshidai önkéntes tűzoltó egylet tagja, a Zalamegyei megyeházai könyvtár őrzője, földbirtokos | Apai nagyapai dédapja: boldogfai Farkas Ferenc (Boldogfa, 1779. május 16. - Boldogfa, 1844. április 16.) jogász, Zala vármegyei táblabíró, az 1809.évi nemesi felkelés hadnagya, földbirtokos (Szülei: boldogfai Farkas János Zala vm.-i főjegyző, Zala vm.-i Ítélőszék elnöke, táblabíró, földbirtokos, és lovászi és szentmargitai Sümeghy Judit)            |
| boldogfai Farkas György (Kispest, 1924. november 24. – Pécs, 1988. május 27.) a pécsi Janus Pannonius Tudományegyetem Tanárképző Karának főiskolai docense, Baranya megyei tornaszövetség elnöke, testnevelő és sporttorna tanár, tankönyv író. | Apja: boldogfai Farkas Lajos Imre József (*Andráshida, 1878. október 29. – †Budapest, 1930. április 9.) népfelkelő szakaszvezető címzetes őrmester, törökudvari uradalmi ispán | Apai nagyapja: boldogfai Farkas Ferenc (Boldogfa, 1838. szeptember 15. – Zalaegerszeg, 1908. január 20.) Zala vármegye számvevője, pénzügyi számellenőre, Zala vármegyei bizottsági tag, a zalamegyei gazdakör alapítótagja, a "Zalamegyei Gazdasági egyesület" tagja, az andráshidai önkéntes tűzoltó egylet tagja, a Zalamegyei megyeházai könyvtár őrzője, földbirtokos | Apai nagyapai dédanyja: Joó Borbála (Perenye, 1817. február 1. - Boldogfa, 1881. március 16.) (Szülei: Joó János szabómester és Lintner Helén) |
| boldogfai Farkas György (Kispest, 1924. november 24. – Pécs, 1988. május 27.) a pécsi Janus Pannonius Tudományegyetem Tanárképző Karának főiskolai docense, Baranya megyei tornaszövetség elnöke, testnevelő és sporttorna tanár, tankönyv író. | Apja: boldogfai Farkas Lajos Imre József (*Andráshida, 1878. október 29. – †Budapest, 1930. április 9.) népfelkelő szakaszvezető címzetes őrmester, törökudvari uradalmi ispán | Apai nagyanyja: nemesnépi Marton Zsófia (Nemesnép, 1842. augusztus 18. – Andráshida, 1900. április 19.) földbirtokos asszony | Apai nagyanyai dédapja: nemesnépi Marton József (Andráshida, 1797. április 5. – Andráshida, 1858. június 16.) jogász, zalai táblabíró, alszolgabíró, esküdt, andráshidai földbirtokos (Szülei: nemesnépi Marton György alszolgabíró, táblabíró, az 1809.évi nemesi felkelés alhadnagya, andráshidai és söjtöri földbirtokos, és petrikeresztúri Patay Rozália) |
| boldogfai Farkas György (Kispest, 1924. november 24. – Pécs, 1988. május 27.) a pécsi Janus Pannonius Tudományegyetem Tanárképző Karának főiskolai docense, Baranya megyei tornaszövetség elnöke, testnevelő és sporttorna tanár, tankönyv író. | Apja: boldogfai Farkas Lajos Imre József (*Andráshida, 1878. október 29. – †Budapest, 1930. április 9.) népfelkelő szakaszvezető címzetes őrmester, törökudvari uradalmi ispán | Apai nagyanyja: nemesnépi Marton Zsófia (Nemesnép, 1842. augusztus 18. – Andráshida, 1900. április 19.) földbirtokos asszony | Apai nagyanyai dédanyja: verbói Szluha Rózália (Szentgyörgyvölgy, 1816. február 22. - Andráshida, 1883. július 9.) (Szülei: verbói Szluha János seborvos, kisszegi földbirtokos, és nemes Kováts Zsuzsanna) |
| boldogfai Farkas György (Kispest, 1924. november 24. – Pécs, 1988. május 27.) a pécsi Janus Pannonius Tudományegyetem Tanárképző Karának főiskolai docense, Baranya megyei tornaszövetség elnöke, testnevelő és sporttorna tanár, tankönyv író. | Anyja: pósfai Horváth Irma Hedvig Gabriella (*Budapest, 1884. május 28. – †1959)                                                                                               | Anyai nagyapja: pósfai Horváth János Nepomuk György (*Zalaegerszeg, 1839. augusztus 12. - †Nagykanizsa, 1923. augusztus 3.) a Magyar királyi államvasutak gépgyárának az igazgatója, a Ferenc József-rend lovagja, földbirtokos. | Anyai nagyapai dédapja: pósfai Horváth György Ferenc (*Keszthely, 1801. április 24.- † Nagykanizsa, 1872. szeptember 3.) táblabíró, ügyvéd, földbirtokos (Szülei: pósfai Horváth Ferenc, táblabíró, Zala vármegye főjegyzője, a gróf Festetics család ollári uradalmi kormányzója és Knecht Terézia)                                                           |
| boldogfai Farkas György (Kispest, 1924. november 24. – Pécs, 1988. május 27.) a pécsi Janus Pannonius Tudományegyetem Tanárképző Karának főiskolai docense, Baranya megyei tornaszövetség elnöke, testnevelő és sporttorna tanár, tankönyv író. | Anyja: pósfai Horváth Irma Hedvig Gabriella (*Budapest, 1884. május 28. – †1959)                                                                                               | Anyai nagyapja: pósfai Horváth János Nepomuk György (*Zalaegerszeg, 1839. augusztus 12. - †Nagykanizsa, 1923. augusztus 3.) a Magyar királyi államvasutak gépgyárának az igazgatója, a Ferenc József-rend lovagja, földbirtokos. | Anyai nagyapai dédanyja: nemes Fleischhacker Emília Judit (*Körmend, 1813. március 17.- † Zalaegerszeg, 1863. május 14.) (Szülei: nemes Fleischhacker József, Zala vármegye főorvosa, táblabíró, és nemes Szekeres Erzsébet) |
| boldogfai Farkas György (Kispest, 1924. november 24. – Pécs, 1988. május 27.) a pécsi Janus Pannonius Tudományegyetem Tanárképző Karának főiskolai docense, Baranya megyei tornaszövetség elnöke, testnevelő és sporttorna tanár, tankönyv író. | Anyja: pósfai Horváth Irma Hedvig Gabriella (*Budapest, 1884. május 28. – †1959)                                                                                               | Anyai nagyanyja: forintosházi Forintos Mária Johanna Ludovika (*Mihályfa, 1860. július 4. - †Nagykanizsa, 1916. november 13.). | Anyai nagyanyai dédapja: forintosházi Forintos Kálmán Gyula (Kisgörbő, 1834. június 13.– Mihályfa, Zala vármegye, 1903. május 21.) jogász, alszolgabíró, földbirtokos, vármegyei bizottsági tag, a "Zala Megyei Gazdasági Egyesület" tagja, virilista (Szülei: forintosházi Forintos Károly, táblabíró, földbirtokos, és pósfai Horváth Eleonóra)              |
| boldogfai Farkas György (Kispest, 1924. november 24. – Pécs, 1988. május 27.) a pécsi Janus Pannonius Tudományegyetem Tanárképző Karának főiskolai docense, Baranya megyei tornaszövetség elnöke, testnevelő és sporttorna tanár, tankönyv író. | Anyja: pósfai Horváth Irma Hedvig Gabriella (*Budapest, 1884. május 28. – †1959)                                                                                               | Anyai nagyanyja: forintosházi Forintos Mária Johanna Ludovika (*Mihályfa, 1860. július 4. - †Nagykanizsa, 1916. november 13.). | Anyai nagyanyai dédanyja: liebingeni Schöen Johanna (*1838–†Mihályfa, 1921. július 6.) (Szülei: Josef Schön von Liebingen, jogász és Ksandarszky Johanna) |